# Ботиндари (Палермо)
Ботиндари је насеље у Италији у округу Палермо, региону Сицилија.
Према процени из 2011. у насељу је живело 6 становника. Насеље се налази на надморској висини од 490 м.